# Carl Elliott
Carl Edward Elliott jr. (Brooklyn, 9 aprile 1983) è un ex cestista statunitense, professionista nella NBDL e in Sudamerica.